# Lago Meliquina
Meliquina es un lago ubicado en el departamento Lácar de la provincia del Neuquén, Argentina.
Es un lago de origen glaciar, que ocupa un amplio valle perpendicular a la Cordillera de los Andes. Está rodeado de bosques andinos patagónicos, formados especialmente por lengas y coihues.
Este lago está protegido por el Parque Nacional Lanín en su costa sur, pero en su costa norte es de propiedad privada. En estas propiedades privadas — y, desde fines del siglo XX, también en la costa sur, que ha sido privatizada con limitaciones ambientales que generalmente no se cumplen — el bosque nativo ha sido progresivamente suplantado con grandes plantaciones de pinos, que por su agresividad impiden el desarrollo de las especies nativas. Sobre la margen norte del lago existe un coto privado de caza, llamado "Parque Diana", en que se han introducido especies animales foráneas, como ciervos y muflones para su caza deportiva. Como es de esperarse, estos animales invaden el parque nacional y compiten exitosamente con los cérvidos locales, el huemul y el pudú.
El lago es accesible por medio de dos buenos caminos de ripio, que lo comunican con la cercana ciudad de San Martín de los Andes y la mucho más lejana San Carlos de Bariloche.
En su costa este, abierta y casi completamente desmontada, fuera del parque nacional, se ha desarrollado en los primeros años del siglo XXI una incipiente villa turística, que toma el nombre del lago. Esta villa se encuentra en el lugar en que el lago desagua por el río Meliquina. Este río, al unirse con el río Filo Hua Hum, forma el río Caleufu, principal afluente del Collón Curá, que es — a su vez — el principal afluente del río Limay.
- Datos: Q3215055
- Multimedia: Lago Meliquina / Q3215055